# Рыбчинский, Евгений Юрьевич
Евгений Юрьевич Рыбчинский (21 декабря 1969, Киев, УССР, СССР) — украинский политик, поэт, общественный деятель, журналист и медиа-менеджер. Народный депутат Верховной Рады Украины VIII созыва.
Заместитель председателя Комитета Верховной Рады Украины по делам ветеранов, участников боевых действий, участников антитеррористической операции и людей с инвалидностью.

## Ранние годы
Родился 21 декабря 1969 года в Киеве в семье Героя Украины, заслуженного деятеля искусств, народного артиста Украины, поэта и драматурга Юрия Евгеньевича Рыбчинского (1945) и тренера по художественной гимнастике Александры Ивановны Рыбчинской (род. 1948).

## Образование
1986—1991 — Киевский государственный университет им. Т. Г. Шевченко, факультет журналистики
1997—1998 — The Open University (OU)
Владеет украинским, английским, русским языками.

## Трудовая деятельность
Журналистскую карьеру начал на третьем курсе университета на Гостелерадио Украины, сначала в программе «Блиц» радиостанции «Молодая гвардия», затем на УР-2 «Проминь» в первом коммерческом радио-шоу, игре «Пан або пропав».
В 1992 создал компанию «MB Advertising». Основой деятельности компании был маркетинг, производство и размещение рекламы, эккаунтинг компаний Oriflame, MTI, UMC (Vodafone), Helen Marlen Group и других.
В 1993 открыл продюсерскую компанию и студию звукозаписи «Музыкальная биржа».
В 1997 создал проект «Наше радио», права на который впоследствии передал «Альфа-Групп».
В 1999 создал «Радио Ностальгия» с позывным «Радио Ностальжи».
В 2003 стал учредителем издательства «Вавилон», которое издавало популярные женские журналы «L’Officiel» и «Ева».

## Политическая деятельность
На внеочередных выборах в Верховную Раду 26 октября 2014 года был избран народным депутатом Украины по 211 одномандатному округу (Голосеевский район г. Киева). Беспартийный.
В парламенте занял должность заместителя председателя комитета по делам ветеранов, участников боевых действий, участников антитеррористической операции и людей с инвалидностью. Стал председателем межфракционного депутатского объединения «Атлантическое движение», целью которого являлась подготовка ко вступлению Украины в НАТО. Был членом групп по межпарламентским связям с США, Норвегией и Израилем.
С октября 2014 года по ноябрь 2015 года — член фракции «Блок Петра Порошенко», с ноября 2015 года по 2019 — внефракционный, с 2019 года член фракции «Батькивщина».
25 декабря 2018 года включён в список украинских физических лиц, против которых российским правительством были введены санкции.

## Гражданская деятельность
В 1996 г. провёл масштабную акцию Дорога до Храму, за счёт которой был достроен Успенский собор КПЛ.
Участник двух революций: Оранжевой (2004) и Достоинства (2014).
Организатор многочисленных благотворительных акций для помощи участникам и семьям погибших в АТО.

## Семья
Отец 4 сыновей: Никиты (1990), Данила (2003), Георгия (2011) и Ивана (2014).

## Творчество
Автор поэтического сборника «Я — зеркало», издательский дом «Фолио», Харьков, 2014.
Автор поэтического сборника «На жовто-блакитній землі», издательский дом «Фолио», Харьков, 2019.
Автор слов и музыки многих популярных песен, таких, как:
- «Просто Тая», «Цей дощ надовго», «Чортополох», «Не питай мене чому», «Буде так» и других для Таисии Повалий
- «Бал розлучених сердець» для Софии Ротару
- «Ти моя» для Александра Пономарева
- «Авжеж» для Наталии Могилевской
- «Нічий» и других для El Кравчука

## Награды и звания
В 2010 стал лауреатом всеукраинской премии «Людина Року — 2009» как издатель лучшего украинского женского журнала «Ева».